# Tadeusz Jarmicki
Tadeusz Jarmicki (ur. 26 marca lub 26 maja 1908 w Tomsku, zm. 28 lipca 1982 we Wrocławiu) – księgarz, nauczyciel. 

## Życiorys
W 1911 znalazł się w Warszawie. Przed II wojną światową uczył się księgarstwa, a później pracował w firmie wydawniczo-księgarskiej Gebethner i Wolff. Uczęszczał do Szkoły Handlowej Zgromadzenia Kupców. 
Podczas okupacji niemieckiej do 1944 pracował wciąż u Gebethnera i Wolffa. Należał do podziemnej Warszawskiej Organizacji Wojskowej (ps. „Wand”). Później dołączył do ZWZ/AK. Redagował podziemne pismo „Patrolowiec”. Walczył w Powstaniu Warszawskim, 17 września został wzięty do niewoli. Wywieziony do Wrocławia, gdzie po upadku Festung Breslau, już w październiku 1945 otworzył pierwszą w tym mieście księgarnię w kamienicy Pokoyhof przy ul.Krupniczej 13.
Mianowany w tym czasie kierownikiem referatu księgarskiego wrocławskiej delegatury Spółdzielni Wydawniczej „Czytelnik”. Nauczyciel w Technikum Księgarskim, popularyzator czytelnictwa, organizator wieczorów autorskich, w tym serii spotkań pod wspólną nazwą „Poniedziałków pod Arkadami”  (inicjatywę tę, zapoczątkowaną w 1961 przez Jarmickiego, kontynuowano do końca 1981; przez ten czas odbyło się około 500 spotkań). Należał do Towarzystwa Miłośników Wrocławia.

## Odznaczenia
- Krzyż Kawalerski Orderu Odrodzenia Polski[3]
- Złoty Krzyż Zasługi[3]
- Odznaka „Zasłużony Działacz Kultury”[3]
- Odznaka Budowniczego Wrocławia[3]